# Fauna (časopis)
Fauna je chovatelský časopis, který vychází každý měsíc od roku 1990. Pokrývá chovatelské odbornosti od akvarijních a terarijních zvířat přes okrasné ptactvo, holuby, drůbež, psy, kočky, králíky, drobné savce až po koně a hospodářská zvířata. Vychází pravidelně v Česku i na Slovensku. Vydavatelem je Fauna spol. s r.o. Cílem časopisu je krom poskytování informací také zprostředkování prodeje a nákupu odchovů, krmiv, chovatelských potřeb nebo služeb. Otiskuje chovatelské zkušenosti svých čtenářů, reportáže z výstav a závodů i pravidelné seriály. 

## Historie
Zakladatelé časopisu původně jezdili osobně po Československé republice a sbírali poptávky i nabídky jednotlivých chovatelů. Roztřídili požadavky a propojili "inzerenty" mezi sebou.[zdroj?] V roce 1990 byly tyto aktivity nahrazeny tištěnou inzercí v časopisu Fauna. Inzeráty se ze začátku psaly v textovém editoru T602 a ručně lepily na novinový papír, který se ofocoval na blány. Časopis navázal spolupráci s Janem Bodečkem, malířem brněnské ZOO, který pro Faunu vytvářel ilustrace od roku 1991. Web iFauna.cz vznikl v roce 2000 a v prvním roce měl 300 návštěv.[zdroj?] V roce 2010 byla realizována první větší investice do rozvoje webu včetně jeho redesignu.